# Улица Братьев Лизюковых
Улица Братьев Лизюковых — улица в юго-западной части Гомеля.
Улица расположена параллельно между проспектом Октября и улицей Пенязькова. Проходит по территории Советского района города.

## История и этимология годонима
Улица названа в 1968 году в честь братьев Лизюковых: Александра Ильича, Петра Ильича и Евгения Ильича. Все братья погибли в годы Великой Отечественной войны. Первым из названных братьев присвоено звание Героев Советского Союза, Александру Ильичу в 1941 году, Петру Ильичу в 1945 году. В 2017 по улице организованы автобусные маршруты 26 и 52. 8 января 2019 года начал движение троллейбусный маршрут 24 (первый в городе, на котором работают электробусы с динамической подзарядкой из-за отсутствия контактной сети на части маршрута).

## Облик улицы
Улица застроена пяти- и девятиэтажными жилыми домами. На ней также расположены:
- Гомельская областная больница
- Поликлиника
- ОАО «Милкавита» (ранее ОАО «Молочные продукты»)
- Гимназия № 36 (на здании которой установлена мемориальная доска братьям Лизюковым; на доме № 7 — памятная доска о названии улицы. В гимназии также создан посвящённый им музей.)

## Пересекает улицы
- Гельман
- Серёгина
- Карбышева